# Dbx (шумопонижение)

Логотип dbx, Inc. и СШП dbx

dbx — компандерная система шумопонижения (СШП), разработанная в начале 1970-х годов Дэвидом  Блэкмером. В отличие от конкурировавших СШП Dolby, dbx сжимает и экспандирует сигнал во всём диапазоне звуковых частот и на всех уровнях сигнала, что снижает чувствительность СШП к частотным и фазовым искажениям тракта записи-воспроизведения и к точности его настройки. Подавление шума магнитной ленты достигает 30 дБ, динамический диапазон записываемого и воспроизводимого сигнала достигает 100 дБ.
В отличие от СШП Dolby, dbx эффективно подавляет и низкочастотные шумы ленты, и низкочастотные помехи и шумы тракта воспроизведения. Высокие показатели достигаются ценой полной несовместимости лент, записанных с применением dbx, с обычной аппаратурой, не оснащённой декодером dbx.
Два основных варианта СШП dbx — профессиональный dbx Type I и бытовой dbx Type II — различаются амплитудно-частотными характеристиками (АЧХ) фильтров, оптимизированными либо для студийных катушечных, либо для бытовых кассетных магнитофонов. На рынке профессиональной аппаратуры, особенно в его нижнем сегменте, dbx Type I на равных конкурировала с СШП Dolby A. На потребительском рынке dbx проиграла системам Dolby B и Dolby C.
Модификация Type II, названная dbx disc, применялась для декодирования грампластинок, записанных с применением кодера dbx. Другой, упрощённый, вариант Type II с 1984 года применялся в телевещании с многоканальной передачей звука по североамериканскому стандарту MTS. СШП dbx 321 («три к одному», 1981) применялась в спутниковой ретрансляции частотно-модулированного радиосигнала в сетях УКВ-радиостанций. В отличие от всех других вариантов, сжимавших динамический диапазон в пропорции 2:1, в 321 применялось сжатие 3:1. Технологии, продвигавшиеся под торговыми марками dbx Type III и dbx Type IV, не являлись компандерными СШП, и широкого применения не нашли.

## Принцип действия

Принцип сжатия и расширения динамического диапазона в СШП dbx. Заявленное компанией расширение динамического диапазона вверх, в область 0…+20 дБ на практике было не реализуемо

Сравнение глубины сжатия при записи в системах Dolby B и dbx. Оси в логарифмическом масштабе, разметка осей в дБ

Компандерные системы шумопонижения, к которым относится dbx, обрабатывают звуковой сигнал дважды — при записи и при воспроизведении. При записи электронный компрессор сжимает динамический диапазон полезного сигнала, чтобы приподнять тихие фрагменты исходной записи над уровнем шума магнитной ленты. При воспроизведении проводится обратное преобразование (экспандирование), восстанавливающее исходный динамический диапазон. Точность восстановления исходного сигнала зависит от уровня частотных и фазовых искажений тракта записи-воспроизведения, а в СШП с ломаной (билинейной) характеристикой сжатия — и от согласования коэффициента усиления тракта воспроизведения со стандартным опорным уровнем СШП. Снижение чувствительности системы к неизбежным в любом магнитофоне искажениям — одна из двух сложнейших задач проектирования СШП. Другая характерная проблема этих устройств — выбор скорости срабатывания детектора, управляющего компрессором и экспандером. Для своевременного отслеживания быстро нарастающих фронтов реального звукового сигнала постоянная времени детектора не должна превышать несколько десятков микросекунд; запаздывание реакции приводит к перегрузкам тракта записи. Однако на низких частотах быстродействующий детектор традиционной конструкции не выпрямляет входной сигнал, а пропускает его на управляющий вход компрессора, что порождает неприемлемо высокие нелинейные искажения.
Рэй Долби, конструктор первой серийной компандерной СШП для высококачественной звукозаписи Dolby A, решил проблему детектирования, разбив звуковой диапазон на четыре частотных канала. В каждом из каналов компрессии подвергались только сигналы средних и слабых уровней уровней; предельное значение подъёма слабого сигнала равнялось 10 дБ. Каждый компрессор, выполненный на полевом транзисторе в режиме управляемого сопротивления, управлялся простым пиковым детектором, а тот, в свою очередь, напряжением несжатого сигнала на выходе полосового фильтра. При воспроизведении исходный сигнал восстанавливался четырьмя экспандерами с обратной характеристикой. Несовершенная элементная база и прямое управление компрессором в режиме записи обусловили скромное (10 дБ на нижних и средних, до 15 дБ на высоких частотах) подавление шума ленты и высокую чувствительность СШП к частотным и фазовым искажениям. Ломаная (билинейная) характеристика управления требовала точного согласования трактов записи и воспроизведения: точки перегиба характеристик компрессора и экспандера должны были совпадать c погрешностью не более 0,3 дБ. Последнее, в свою очередь, ограничивало сферу применения СШП Dolby A первоклассными студиями звукозаписи. В бытовой версии Dolby B, выпускавшейся серийно с 1968 года, использовался единственный средне-высокочастотный канал компрессии, а прохождение низкочастотного сигнала на вход детектора блокировалось фирменной схемой «скользящей полосы».
Конструктор системы dbx Дэвид Блэкмер, стремясь преодолеть зависимость от точности настроек, выбрал альтернативный подход — широкополосную, одноканальную СШП, алгоритм действия и амплитудно-частотные характеристики которой не зависели ни от уровня, ни от спектра обрабатываемого сигнала. Решение Блэкмера опиралось на два его изобретения начала 1970-х годов — детектор среднеквадратического значения, оперировавший в логарифмической области, и управляемый напряжением усилитель (УНУ) с экспоненциальной характеристикой управления. УНУ на основе ячейки Блэкмера, выполнявший функции компрессора и экспандера, обрабатывал весь спектр звукового сигнала. Коэффициенты компрессии (2:1) и экспандирования (1:2) УНУ были постоянны во всём динамическом диапазоне сигнала (такая характеристика компрессии называется децилинейной). Благодаря этому постоянству СШП dbx теоретически не зависела от рассогласования абсолютных коэффициентов усиления и уровней сигнала.
Для решения проблемы быстродействия детектора Блэкмер использовал фазорасщепитель, формировавший два сдвинутых по фазе на 90° сигнала («синус» и «косинус»). Квадратурные сигналы поступали на два выпрямителя, выпрямленные напряжения подвергались логарифмированию, а затем их прологарифмированные значения суммировались на общем сглаживающем конденсаторе. Таким образом, при обработке гармонического сигнала детектор Блэкмера исчислял в логарифмическом пространстве тригонометрическое тождество
где {\displaystyle \alpha } — фаза входного (переменного) сигнала. По идее изобретателя, напряжение на выходе его детектора содержало только логарифм огибающей входного сигнала, очищенный от гармонических тонов, что позволяло увеличить скорость срабатывания детектора без сопутствующего роста искажений на низких частотах (однако фазорасщепитель вносил в обрабатываемый сигнал собственную задержку, не зависевшую от скорости заряда сглаживающей ёмкости, и порождавшую характерные выбросы при обработке быстро нарастающих сигналов).
Схема Блэкмера имела много недостатков, но тем не менее была достаточно качественной для использования в студийной аппаратуре, и при этом компактной по сравнению с Dolby A. Благодаря применению среднеквадратического, а не пикового, детектора СШП dbx почти не зависит от фазовых искажений канала записи-воспроизведения; по утверждению Блэкмера, среднеквадратическое выпрямление практически устраняет и чувствительность СШП к нелинейным искажениям при перегрузке ленты (так называемую ошибку компандирования). Благодаря применению обратного, а не прямого регулирования (вход детектора подключался не ко входу, а к выходу УНУ) динамический диапазон СШП dbx достигает 100 дБ. В отличие от систем Dolby B и С, которые избирательно обрабатывают лишь средне- и высокочастотные составляющие сигнала, dbx эффективно подавляет и низкочастотные шумы и помехи: шум паузы ленты, фликкер-шум усилителей записи и воспроизведения, сетевой фон, копирэффект и помехи от смежных дорожек.

## Устройство

### Структурная схема

Блок-схема СШП dbx. Характеристики фильтров указаны для варианта dbx Type II

Кодер канала записи и декодер канала воспроизведения СШП dbx состоят из идентичных, взаимозаменяемых узлов. Один и тот же набор узлов (фильтры, детектор и УНУ), в зависимости от коммутации, может служить и кодером канала записи, и декодером канала воспроизведения. Единственный узел, работающий только при записи, но не при воспроизведении — входной фильтр (ПФ1), блокирующий прохождение инфразвуковых и ультразвуковых помех. Основная задача этого фильтра — снижение интермодуляционных искажений в тракте записи; непосредственно в кодировании сигнала он не участвует.
Ядром СШП dbx служит связка УНУ с экспоненциальной характеристикой управления и детектора среднеквадратического напряжения, оперирующего в логарифмической области. При записи динамический диапазон сигнала сжимается в два раза (компрессия 2:1), при воспроизведении расширяется в два раза (экспандирование 1:2). Быстродействие детектора настроено таким образом, что при резком нарастании амплитуды детектируемого сигнала коэффициент передачи УНУ уменьшается со скоростью 90 дБ/мс. При спаде детектируемого сигнала коэффициент усиления восстанавливается со скоростью 140 дБ/с, что примерно в полтора раза быстрее скорости реакции человека на резкое снижение громкости. Так как корректное детектирование сигнала во всём динамическом диапазоне музыкального сигнала (100 дБ) технически невозможно, то при записи на детектор подаётся не входной сигнал, а уже сжатый сигнал с выхода УНУ — его динамический диапазон составляет всего 50 дБ. При воспроизведении на вход детектора подаётся записанный на ленту сжатый сигнал.
Фильтры предыскажений каналов записи (ФПР1) и воспроизведения (ФПР2) имеют взаимно-обратные амплитудно-частотные характеристики. При записи ФПР1 приподнимает средние и верхние частоты на +12 дБ, при воспроизведении ФПР2 зеркально уменьшает их уровень, что эквивалентно снижению высокочастотных шумов ленты на те же 12 дБ. Назначение этих фильтров — не в понижении уровня шума паузы, но в подавлении «эффекта дыхания» — пульсаций модуляционного шума фонограммы в такт с пульсациями низкочастотных составляющих сигнала. Модуляционный шум — сложный набор призвуков, порождённых паразитной амплитудной и частотной модуляцией записываемого сигнала — обычно маскируется самим этим сигналом и шумом паузы. Он может быть заметен на слух лишь тогда, когда вся энергия сигнала сосредоточена на низких частотах, а уровень сигнала превосходит шум паузы на 65 дБ и более. В этом случае высокочастотный модуляционный шум («шип»), отстоящий от основного тона сигнала на несколько октав, не маскируется ни записанным сигналом, ни шумом паузы. В магнитофонах с СШП Dolby A, B и ANRS динамический диапазон в 65 дБ был практически недостижим, поэтому особых мер к подавлению модуляционного шума не требовалось. В магнитофонах с динамическим диапазоном 80 дБ и выше они стало обязательным; средством маскировки высокочастотных модуляционных шумов и стал подъём высоких и средних частот при записи.
Полосовой фильтр управляющего канала (ПФ2) блокирует прохождение на вход детектора частот, которые не могут быть записаны на ленту, или не могут быть воспроизведены с приемлемой неравномерностью АЧХ. СШП dbx, так же как и СШП Dolby, чувствительна к присутствию в канале записи инфразвуковых и ультразвуковых частот — например, пилот-тона ЧМ-радио или частоты дискретизации проигрывателя компакт-дисков и её гармоник. Прохождение таких помех на вход детектора абсолютно недопустимо. В бытовых вариантах СШП Dolby эту функцию выполняет фильтр MPX, в dbx — полосовой фильтр ПФ2.
- В бытовом варианте dbx Type II ПФ2 блокирует прохождение частот выше 10 кГц, что практически устраняет чувствительность СШП к неравномерности и завалу АЧХ кассетного магнитофона на высоких частотах[1]. Теоретический недостаток этого решения — вероятность перегрузки ленты сигналом, энергия которого сосредоточена в диапазоне 10…20 кГц[1]. В реальном музыкальном сигнале такой спектральный состав не встречается[17].
- В декодере dbx disc полоса пропускания ПФ2 снизу сужена дополнительным фильтром верхних частот, который блокирует прохождение инфразвуковых помех и низкочастотного рокота (в остальном же dbx disc — обычный декодер Type II)[18].
- В профессиональной СШП dbx Type I ПФ2 пропускает почти весь диапазон звуковых частот, поэтому для согласования характеристик кодера и декодера требуется, чтобы частотный диапазон магнитофонного тракта записи-воспроизведения составлял как минимум 20…20000 Гц при неравномерности АЧХ не хуже ±1 дБ[1]. Компания рекомендовала применение dbx Type I только в катушечных магнитофонах на скорости не ниже 38,1 см/c[19].

Взвешивающий фильтр управляющего канала (ФВЗВ), также как и фильтр предыскажений канала записи, приподнимает средне- и высокочастотные составляющие сигнала. В отличие от ФПР1, подъём АЧХ на выходе ФВЗВ начинается с частоты 1,6 кГц и достигает +20 дБ на 16 кГц. Задача этого фильтра — избирательно повысить чувствительность детектора к высокочастотным составляющим сигнала и тем самым предотвратить перегрузку ими канала записи. При высоком уровне ВЧ-составляющих детектор, управляемый прошедшим ФВЗВ сигналом, даёт команду на уменьшение уровня записи раньше, чем тот достигнет порога перегрузки. Как следствие, фактическая АЧХ канала записи заметно отличается от АЧХ сигнала на выходе фильтра предыскажений. АЧХ взвешивания при записи и при воспроизведении идентичны, что в сочетании с взаимно-обратными фильтрами предыскажений обеспечивает точное декодирование при воспроизведении. Несовпадение коэффициентов передачи каналов записи и воспроизведения тождества не нарушает — изменяется лишь относительный масштаб выходных напряжений и субъективно ощущаемой громкости звучания.

### Схемотехнические варианты
Ранние варианты СШП dbx были громоздки и потому дороги и сложны в настройке. Например, в кассетной деке 1981 года Technics RS-M270X схема СШП dbx, помимо фирменных микросхем производства Rohm, включала десять операционных усилителей и 42 транзистора. Отдельная печатная плата СШП превышала в размерах главную (материнскую) плату, на которой размещались усилители записи, воспроизведения и контроллер лентопротяжного механизма. В деке того же 1981 года Yamaha kx-1d плата dbx, построенная на том же «чипсете», содержала «всего» девять микросхем и 18 транзисторов, и уже уступала в размерах материнской плате. Обе модели не имели сквозного канала и потому довольствовались одинарным (двухканальным), а не двойным (четырёхканальным) комплектом СШП dbx.
В вышедшей в следующем, 1982 году, флагманской деке TEAC Z-7000 была применена ставшая образцовой связка специализированных микросхем μPC1252H2 и μPC1253H2 производства NEC, выполнявших соответственно функции УНУ и детектора. Всего в деке со сквозным каналом требовалось четыре такие связки. По утверждениям разработчиков NEC, их вариант ячейки Блэкмера обеспечивал коэффициент нелинейных искажений 0,007 % при типичном уровне шума покоя −94 dBV (20 мкВ), а динамический диапазон законченной СШП превосходил 100 дБ. По данным независимых экспертов, действительное подавление шума ленты Тип I в Z-7000 составляло 28 дБ (отношение сигнал-шум 88 дБ) против 9 дБ у Dolby B и 17 дБ у Dolby C. Кассетная аппаратура вплотную подошла к реализации «мёртвой паузы» — подавлению шума паузы на 30 дБ, при котором абсолютное большинство слушателей не способно услышать шум.
Самым же распространённым, простым и дешёвым решением стала микросхема Panasonic AN6291, впервые представленная под обозначением NRX в декабре 1981 года и вышедшая на рынок летом 1982 года. По замыслу Блэкмера новая микросхема, включавшая два схемотехнически упрощённых канала шумопонижения, могла применяться и в карманных плеерах с напряжением питания 3В, и в стационарных деках среднего качества . Универсализация не пошла на пользу качеству звучания: чтобы сохранить работоспособность микросхемы при снижении напряжения питания до 1,8 В, конструктор ограничил номинальный уровень сигнала величиной 20 мВ. Поэтому, несмотря на низкий абсолютный уровень собственных шумов (3…6 мкВ), собственное отношение сигнал-шум на выходах AN6291 составляло всего 70…76 дБ — намного меньше заложенных в технологии dbx 80…100 дБ. Блэкмер не рекомендовал применять AN6291 в действительно высококачественной аппаратуре.
В 1999 году Н. Сухов предложил альтернативную конфигурацию СШП, реализующую сжатие 2:1 и расширение 1:2 без применения запатентованных Блэкмером УНУ и детектора. В схеме Сухова роль УНУ выполняет прецизионный аналоговый умножитель с обычной, линейной характеристикой управления. В режиме воспроизведения УНУ перемножает переменное напряжение сигнала на его огибающую, тем самым расширяя динамический диапазон в отношении 1:2, в режиме записи охваченный обратной связью детектор извлекает квадратный корень из амплитуды входного сигнала — что равносильно сжатию 2:1.

## Особенности звучания и эксплуатации

### Несовместимость с обычными магнитофонами
Сжатие динамического диапазона и сложные манипуляции со спектром сигнала делают записи, выполненные с применением кодера dbx, практически непригодными для воспроизведения на обычных магнитофонах. Записи, выполненные с применением кодера dbx Type I, несовместимы с декодерами dbx Type II, и наоборот. Записи, выполненные с применением кодеров Dolby, напротив, могут воспроизводиться с приемлемым качеством и без использования соответствующих декодеров; подъём высоких частот при записи может быть скорректирован обычным, линейным темброблоком. На практике пользователи часто намеренно отключают декодер Dolby, так как при неизбежном в бытовой аппаратуре рассогласовании каналов записи и воспроизведения Dolby B (и в меньшей степени Dolby C) «заваливает» верхние частоты.
Характерным недостатком dbx, имевшим значение только в профессиональной аппаратуре, была несовместимость со служебными адресно-временными кодами стандарта SMPTE. dbx искажала эти коды до полной неработоспособности. Для решения этой проблемы было достаточно отключить шумопонижение в канале записи служебных меток.

### Спор о «пульсациях» шума
Противостояние Dolby и dbx породило массу критики обеих систем. Основной претензией слушателей к dbx были пульсации, «просачивания» высокочастотного шума при воспроизведении сигналов, содержавших преимущественно низкие частоты.
По утверждению самой dbx, Inc., подобные призвуки свидетельствовали о неверном, слишком низком, уровне записи. Компания утверждала, что выбранная Блэкмером схема частотных предыскажений практически исключала просачивание пульсаций модуляционного шума, а просачивание шума паузы исключалось в силу выбранной глубины коррекции и экспандирования. Однако при аномально низком уровне записи просачивание шума паузы было неизбежно.

### Чувствительность к согласованию каналов записи и воспроизведения

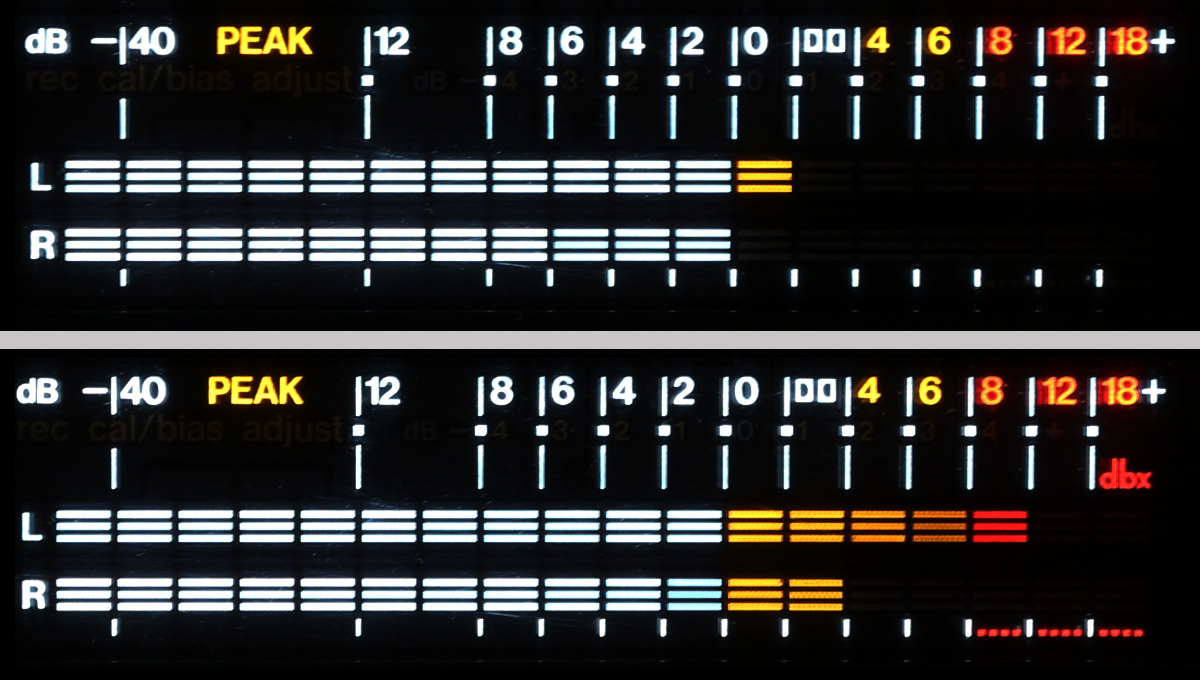
Индикатор уровня деки Technics RS-B100 в обычном режиме (вверху) и с включенным экспандером dbx (внизу). Экспандирование усугубляет разбаланс стереоканалов и может порождать перегрузки последующих каскадов усиления.

СШП dbx мало чувствительна к рассогласованию абсолютных уровней и коэффициентов усиления трактов записи и воспроизведения. Например, отклонение коэффициента усиления сквозного канала от нормы на 3 дБ сдвигает уровень сигнала на выходе декодера на 6 дБ — но величина этого сдвига остаётся постоянной на всех частотах и на всех уровнях сигнала. В СШП Dolby величина сдвига зависит как от уровня, так и от частоты либо спектрального состава сигнала. Наихудшие амплитудные и частотные искажения наблюдаются в области средних уровней сигнала; напротив, на малых и на больших уровнях декодер Dolby практически не вносит собственного «вклада». Это свойство СШП Dolby делало её предпочтительной при монтаже фонограмм из лент с разными характеристиками.

### Чувствительность к неравномерности АЧХ
dbx усугубляет не только отклонения коэффициента усиления, но и локальные выбросы и провалы АЧХ магнитной ленты: выброс АЧХ в 2 дБ усиливается до 4 дБ, и так далее. Этот эффект наиболее заметен в области низкочастотного резонанса магнитной головки (англ. headbump) катушечного магнитофона, на частотах порядка 80…120 Гц при скорости ленты 76,2 см/c либо 40…60 Гц при скорости ленты 38,1 см/c. На слух такие усиленные dbx выбросы АЧХ воспринимаются как «бубнение», размытие звука басовых инструментов. Продюсер звукозаписи Джек Эндино, описывая отличавшийся особо неравномерной АЧХ магнитофон, предупреждал: «Машина комплектовалась встроенной СШП dbx. Бог в помощь тем, кто пытался использовать её … да, она убивала шум, но и радикально ухудшала АЧХ».
На принятой в кассетной аппаратуре скорости 4,76 см/c низкочастотный резонанс практически отсутствует. СШП Dolby B и Dolby C на частотах ниже 400 Гц не действуют, и потому в принципе не могут усугублять низкочастотный резонанс.

### Предельный уровень записи
СШП dbx позволяет расширять динамический диапазон записи не только вниз (ниже уровня шума паузы ленты), но и вверх — выше порога перегрузки ленты. В реальной кассетной аппаратуре это преимущество достигается ценой специфических искажений из-за ошибки компандирования: нелинейность намагничивания ленты приводит к рассогласованию характеристик сжатия и расширения сигнала. Упрощённые детекторы бытовых СШП dbx, кроме того, склонны к перегрузке ленты на краях частотного диапазона.
По этим причинам и сама dbx, Inc., и сторонние комментаторы предупреждали пользователей: уровень записи с применением dbx, наблюдаемый на пиковом индикаторе кассетного магнитофона, не должен превышать 0 дБ; за пределами «зелёной зоны» ошибка компандирования возрастает до неприемлемых значений. Для СШП Dolby (в особенности в связке с системой динамического подмагничивания Dolby HX Pro), напротив, нормой является запись «в красной зоне» выше уровня 0 дБ, но ниже порога перегрузки. Ошибка компандирования не возникает, так как на этих уровнях ни кодер, ни декодер Dolby практически не изменяют входной сигнал.

## Области применения

### Студийная магнитная запись
В конце 1960-х годов, по мере перехода студий звукозаписи на многоканальную магнитную запись, продюсеры и звукоинженеры столкнулись с ростом шума до неприемлемых в студийной технике уровней. Узкие дорожки многоканальных магнитофонов шумели больше, чем широкие дорожки их предшественников; большое число дорожек, используемых при сведении, лишь усугубляло проблему. В отрасли возник спрос на средства шумопонижения. Первое работоспособное решение — компандерную СШП для студийных магнитофонов Dolby A — предложил в 1966 году Рэй Долби. Год спустя Долби разработал упрощённую, недорогую СШП для бытовых катушечных магнитофонов Dolby B; в 1969 году Dolby B была адаптирована под характеристики кассетных магнитофонов того времени. В 1971 году Блэкмер предложил собственную конструкцию УНУ на комплементарных биполярных транзисторах, рассчитанную на высококачественную запись и воспроизведение звука, и построенный на тех же принципах детектор среднеквадратического напряжения. В 1974 году учреждённая Блэкмером и Заки Абдун-Наби компания dbx, Inc. вывела на рынок построенную на их основе систему шумопонижения dbx по цене в 500 долларов за канал. Имя компании и её основного продукта расшифровывалось как David Blackmer excellence — «совершенство Дэвида Блэкмера», или, по иным источникам, David Blackmer experience — «опыт Дэвида Блэкмера» либо deciBel eXpansion — «экспандирование децибел».
Блэкмеру не пришлось преодолевать сопротивление и недоверие к идее шумопонижения, с которыми встретился в 1960-е годы Рэй Долби. Cистемы шумопонижения уже стали неотъемлемой частью студийного хозяйства: в 1973 году в звукозаписывающей отрасли США служили 14 тысяч каналов шумопонижения Dolby. К осени 1976 года парк СШП Dolby A превысил 20 тысяч каналов, а компания Блэкмера сумела продать 17 тысяч каналов. Однако к концу десятилетия Блэкмер проиграл Долби в верхнем сегменте рынка. Опрос крупнейших студий США, опубликованный в ноябре 1980 года, показал, что СШП dbx использовалась всего лишь в 3 % сессий звукозаписи на «медленной». скорости 38,1 см/c — в 17 раз реже Dolby. Звукорежиссёры, специализировавшиеся на записях классики и джаза, отказались от dbx из-за чувствительности материала к характерным для dbx искажениям нарастания и спада импульсных сигналов.
Намного успешнее сложились дела dbx на рынке мелких и средних студий. dbx обходилась им дешевле, чем Dolby A, при лучших показателях шумопонижения. Немаловажным для США было и то, что dbx был отечественным, американским продуктом — в отличие от британской Dolby. Блэкмер, в отличие от Долби, был готов к риску и продавал лицензии на своё изобретение всем желающим. Заключив лицензионные соглашения с Fostex, Otari и Tascam, начавшими выпуск относительно недорогих многоканальных магнитофонов со встроенным шумопонижением, dbx, Inc. завоевала нижний сегмент профессионального рынка и обогнала Dolby по распространённости. Недоброжелатели называли компанию Блэкмера «Dolby для бедных», но её СШП использовалась и при записи исполнителей первого эшелона — Майкла Джексона, Тины Тёрнер, Уитни Хьюстон и многих других.

### Грампластинки с шумопонижением
С самого основания dbx, Inc. Блэкмер планировал работать не только на рынке студийной аппаратуры, но и на прибыльном рынке бытового «аудиофильского» Hi-End. Продажи высококачественных бытовых магнитофонов (тогда ещё катушечных) особого интереса не представляли; наибольшие объёмы и прибыли обещало производство виниловых пластинок, кодированных с применением СШП dbx. Рынок этих пластинок лишь предстояло создать; первые серийные пластинки dbx были выпущены на лейблах Klavier и Creative World летом 1974 года. Первая попытка выхода на рынок бытовой аппаратуры закончилась неудачей: потребители 1970-х годов не были готовы платить за динамический диапазон в 90 дБ.
В 1978 году контроль над dbx, Inc. перешёл к британской компании Birmingham Sound Reproducers (BSR); Блэкмер и Абдун-Наби продолжили управлять dbx, Inc. до осени 1982 года. BSR, следовавшая идеям Блэкмера, всерьёз рассчитывала захватить рынок массового производства грампластинок — так же, как Dolby захватила рынок записанных компакт-кассет. В 1979 году dbx, Inc. возобновила активную агитацию за применение кодеров dbx Type II при мастеринге грампластинок; для декодирования таких пластинок потребителям предлагалась приставка-декодер по цене 108 долларов. Компания сотрудничала с небольшими малотиражными студиями звукозаписи (Chalfont, Sine Qua Non и т. п.), финансировала их расходы на производство и распространяла их продукцию через нишевые, «аудиофильские» магазины классической музыки. Договориться с крупной студией, располагавшей обширным портфелем популярных записей, удалось лишь в 1981 году. «Виниловая инициатива» dbx, Inc. провалилась: за восемь лет (1974—1981) студии-партнёры выпустили всего около сотни различных альбомов. С началом массового тиражирования компакт-дисков альтернативные виниловые технологии, несовместимые с обычными проигрывателями, стали не нужны.

### Бытовая магнитная запись
| Аппаратура бытовой магнитной записи с СШП dbx Type II | Аппаратура бытовой магнитной записи с СШП dbx Type II   | Аппаратура бытовой магнитной записи с СШП dbx Type II | Аппаратура бытовой магнитной записи с СШП dbx Type II |
| ----------------------------------------------------- | ------------------------------------------------------- | ----------------------------------------------------- | ----------------------------------------------------- |
|                                                       |                                                         |                                                       |                                                       |
| Стационарная кассетная дека Yamaha k-1d (1981)        | Четырёхдорожечная «портастудия» Tascam Porta One (1986) | Репортажный магнитофон Marantz CP430 (1985)           | Карманный плеер Panasonic RQ-J20X (1982)              |

Первый кассетный магнитофон с СШП dbx — трёхмоторный TEAC A-860 ценой в 1600 долларов — появился на североамериканском рынке ещё в 1976 году. До конца десятилетия TEAC оставался единственным лицензиатом dbx, попытавшимся выйти на потребительский рынок, где практически безальтернативно властвовала Dolby, заключившая лицензионные соглашения со 120 производителями.
На рубеже 1970-х и 1980-х годов положение изменилось. Во-первых, появились первые серийные интегральные схемы, реализующие функции ядра dbx, что заметно снизило себестоимость СШП. Во-вторых, индустрия звукозаписи начала подготовку к выпуску компакт-дисков. Производители кассетной аппаратуры, как могли, пытались продлить жизнь уже обречённого формата. В новых условиях Dolby B казалась устаревшей; отрасли требовался новый стандарт шумопонижения, способный приблизить отношение сигнал/шум аналогового магнитофона к показателям цифровых носителей. Toshiba, Sanyo и Telefunken независимо друг от друга разработали и запустили в производство СШП Adres, Super D и High Com, улучшавшие отношение сигнал-шум на 20…30 дБ, но ни одна из этих систем не стала массовой. Попытка dbx, Inc. и контролировавшей её BSR выйти на массовый рынок оказалась лишь немногим более успешной. В 1980 году кассетные магнитофоны с dbx выпускали лишь две компании, TEAC и Marantz, а в конце года к ним присоединилась Matsushita Electronics, ставшая основным технологическим партнёром dbx, Inc. В 1981 году количество производителей бытовых магнитофонов с dbx выросло с двух до пяти: Nikko, Onkyo, TEAC, Technics и Yamaha.
«Война форматов» шумопонижения, которую ожидали в 1981 году эксперты, не состоялась: Рэй Долби сохранил полный контроль над рынком. В том же 1981 году его новейшую СШП Dolby С приобрели и японские гиганты Hitachi, JVC, Pioneer, Sony, и компании второго эшелона, и законодатели верхнего сегмента рынка Nakamichi и Revox. К середине 1980-х годов набор из Dolby B и Dolby C стал де-факто стандартом для бытовой стационарной аппаратуры, а dbx так и остался нишевым продуктом, применявшимся лишь в кассетных деках Technics среднего и верхнего уровня, и в единичных флагманских моделях Aiwa, Akai, Luxman, Marantz, Onkyo, TEAC и Yamaha. На рынке любительских портастудий СШП dbx использовали лишь Tascam и Yamaha: все иные производители, включая Audio-Technica, Fostex и Peavey, сделали ставку на Dolby C. В 1990-е годы выпуск стационарных магнитофонов с dbx прекратился.

### Репортажная, научная и архивная звукозапись
За всю историю аналоговой звукозаписи была выпущена единственная модель переносного магнитофона профессионального уровня, оснащённая СШП dbx — Marantz CP430. Модель применялась в научных и репортажных целях, и выпускалась необычно долго — с 1985 года по осень 2003 года. Пережив конкуренцию со стороны MiniDisc и DAT, CP430 уступила лишь цифровым рекордерам с записью на флэш-карты, и по состоянию на 2011 год оставалась востребованной при оцифровке звуковых архивов.
Куратор звукового архива Британской библиотеки Питер Копленд утверждал в 1992 году, что лучшим средством для архивной записи интервью является аналоговая кассета с лентой Тип I, и Marantz CP430 с СШП dbx. dbx, писал Копленд, сделала ненужными дорогие кассеты Тип II и Тип IV, и устранила проблемы с копирэффектом и проникновением сигнала с соседней дорожки. Копленд ставил СШП Dolby на второе место, и настаивал на том, что шумопонижение абсолютно необходимо для записи голоса. Цифровые магнитофоны R-DAT, к тому времени производимые уже несколько лет, Копленд альтернативой не считал: R-DAT использовал исключительно плёнку Тип IV, долговечность которой в те годы была под вопросом. В 1997 году Копленд по-прежнему считал, что в архивном деле предпочтительны именно аналоговые записи. Архивисты Корнеллского университета Бадни и Грётке, рассматривавшие исключительно запись голосов птиц, в том же 1997 году высказали прямо противоположное мнение: цифровая запись предпочтительнее аналоговой, а в последней шумоподавление нежелательно. СШП любого рода (и dbx, и Dolby), ограничители уровня и автоматическая регулировка усиления, по мнению Бадни и Грётке, слишком медленно реагируют на перепады громкости птичьего пения, искажают его динамический диапазон и порождают неестественные призвуки.

### Телевидение и радиовещание
В 1981 году dbx, Inc. вывела на рынок особый вариант СШП, dbx 321, предназначенный для спутниковой ретрансляции частотно-модулированных звуковых программ в сетях FM-радиостанций. В отличие от всех иных вариантов СШП Блэкмера, в dbx 321 использовалась компрессия 3:1. Столь высокая компрессия, неприемлемая в аппаратуре магнитной записи, была выбрана исходя из того, что уровни и АЧХ частотно-модулированного сигнала в профессиональном радиотрансляционном тракте были стабильны и предсказуемы.
В мае 1984 года вариант СШП dbx Type II, оптимизированный для эфирного аналогового телевещания, стал в США частью национального стандарта телевещания с многоканальной передачей звука (MTS). Новый стандарт, разработанный компанией Zenith Electronics и выбранный в открытом конкурсе негосударственным комитетом по стандартизации (BTSC), был обратно-совместимым с традиционным американским стандартом NTSC и обычными монофоническими телеприёмниками, поэтому в основном, монофоническом, звуковом канале применение dbx исключалось. Компрессии и последующему декодированию подвергались только разностный канал, несущий информацию о локализации стереообразов в полосе 50…14000 Гц, и дополнительный звуковой канал (SAP, Secondary Audio Program, 50…10000 Гц). В телевизионном варианте dbx обычная для этой системы компрессия 2:1 применялась на нижних частотах; на верхних частотах сжатие приближалось к 3:1. Полезный динамический диапазон широкополосного сигнала, кодируемый телевизионной dbx, составляет 70 дБ, предельный динамический диапазон сжатого сигнала — 40 дБ, отношение сигнал-шум на выходе абонентского декодера — 75 дБ.
К концу 1980-х годов к новому стандарту присоединились все страны, использовавшие стандарт NTSC, кроме Японии; к 1997 году доля телеприёмников BTSC достигла в США 50 %. Массовое производство телевизоров c декодерами MTS сопровождалось выпуском новейших микросхем, выпускавшихся по лицензии dbx, Inc. (Sony CXA2054S и другие). Стандарт MTS продержался в североамериканском эфире четверть века, до перехода США на цифровое телевещание в 2009 году.

## Комментарии
1. ↑  Марка dbx Type III обозначала проприетарную систему динамического шумопонижения для студийной аппаратуры; марка dbx Type IV обозначала фирменный протокол цифровой звукозаписи с 27-разрядным преобразованием[4].
2. ↑  Принцип компандирования применялся в телефонной и радиосвязи с 1930-х годов, но лишь Долби сумел первым создать СШП, удовлетворявшую требованиям профессиональной звукозаписи.
3. ↑  В первые годы существования — просто СШП Dolby. Название Dolby A появилось позже, после создания Dolby B[5].
4. ↑  На частотах выше 5 кГц два высокочастотных канала Dolby A работали параллельно, что давало дополнительный выигрыш в 5 дБ[6]
5. ↑  Структурная и принципиальная схемы детектора и особенности настройки его фильтров раскрываются в патенте Блэкмера 1974 года (Патент США № 3 789 143 от 29 января 1974. Compander with control signal logarithmically related to the instantaneous rms value of the input signal. Описание патента на сайте Ведомства по патентам и товарным знакам США.).
6. ↑  Та же схема в той же стандартной обвязке применялась и на старших деках вплоть до флагманской RS-B100. Изменялись только цепи сопряжения уровней AN6291 c опорными уровнями деки.
7. ↑  Модель для внутреннего японского рынка, в Европе продавалась под именем Yamaha K-960[23]
8. ↑  Использована дека Technics RS-B100 c независимыми кодерами записи и декодерами воспроизведения на ИС AN6291.
9. ↑  Основная причина расстройки — отклонение угла установки магнитных головок от стандарта, приводящее к спаду АЧХ на высоких частотах и разрушению стереообразов[33]. В профессиональной среде было принято проверять и настраивать студийные магнитофоны по эталонным лентам перед каждой сессией звукозаписи (а многие звукорежиссёры повторяли эту процедуру и в ходе сессий)[34]. В бытовых условиях возможности настройки ограничены, а эталонные кассеты практически недоступны[33].
10. ↑  В режиме воспроизведения детектор индикатора подключен к выходу СШП. Реальная перегрузка ленты существенно ниже перегрузки, отображаемой на индикаторе
11. ↑  Номинальный «индикаторный ноль» — доступный, но ненадёжный показатель. Условный номинальный уровень 0 дБ, и в целом разметка индикаторов уровня бытовых магнитофонов, не были привязаны к объективным, стандартным показателям. Одни производители добросовестно привязывали индикаторный ноль к стандартному «уровню Долби» (остаточный магнитный поток 200 нВб/м для кассет Тип I). Другие занижали или завышали его, пытаясь убедить покупателя в «широком динамическом диапазоне», «высокой перегрузочной способности» или просто «громкости» своих изделий. Более корректна привязка к «уровню Долби» - если его разметка на индикаторе соответствует действительности[40].
12. ↑  Фактически компания dbx, Inc. начала деятельность в 1971 году с вывода на рынок индикатора уровней, построенного на ячейке Блэкмера. Но формально массачусетская корпорация dbx, Inc. была учреждена в апреле 1972 года[45]
13. ↑  Источник оперирует каналами шумопонижения[48]. Один канал мог быть выполнен и в виде обособленного устройства, и в виде законченного модуля («карты»), и как часть многоканального устройства
14. ↑  На «быстрой» скорости 76,2 см/c уровень шума заметно ниже, поэтому на ней шумопонижение применялось реже[34].
15. ↑  Уже в 1975 году абсолютное большинство записанных  компакт-кассет, продававшихся на американском рынке, производились с применением Dolby B[51]
16. ↑  Полноценные приставки dbx с функциями и воспроизведения, и записи стоили 219 долларов за обычную модель, работавшую либо как кодер, либо как декодер, и 299 долларов за модель, способную кодировать и декодировать сигнал одновременно[52].
17. ↑  Бытовые СШП High Com и High Com II были разработана Telefunken во взаимодействии с Nakamichi. Telefunken взял на себя выпуск специализированной ИС для бытовых магнитофонов, а Nakamichi — производство отдельных блоков High Com. Реальная эффективность High Com многократно превосходила Dolby C[57].
18. ↑  В американском кабельном телевидении того времени стереофонический звук передавался по отдельным частотно-модулированным каналам. Кабельному телевидению шумоподавление не требовалось; стандарт MTS предназначался исключительно для эфирного вещания[62].
19. ↑  Точное техническое описание телевещательного варианта dbx изложено в публикации Федеральной комиссии по связи США OET-60. Multichannel Television System. Transmission and Audio Processing Requirements for the BTSC System. — Federal Communications Commission, 1986. MTS, став де-факто стандартом на четверть века, никогда не был утверждён как официальный стандарт США. Взамен, Федеральная комиссия по связи лишь защитила частоты, занимаемые вспомогательными сигналами BTSC в спектре видеосигнала[62][63]
20. ↑  Расширение частотного диапазона вверх было технически невозможно из-за пересечения с частотой строчной развёртки, 15734±2 Гц и необходимости надёжно разделить близко расположенные спектры основного и разностного звукового сигнала[66]